# Nain, Newfoundland och Labrador
Nain är ett samhälle i Kanada.   Det ligger i provinsen Newfoundland och Labrador, i den östra delen av landet, 1 600 km nordost om huvudstaden Ottawa. Antalet invånare är 1 188.
Terrängen runt Nain är lite kuperad. Havet är nära Nain åt nordost. Trakten är glest befolkad.
Flygplatsen ligger nära samhället.